# Xârâgurè
Le xârâgurè est une langue kanak de la famille austronésienne parlée dans l'aire coutumière Xârâcùù de la province Sud, en Nouvelle-Calédonie. En 2009, on recense environ 758 locuteurs.